# サンデープレゼント (朝日放送)
サンデープレゼントは、朝日放送（現：朝日放送テレビ）で毎週日曜の主に15:30 - 17:30の枠でかつて放送されていたローカルセールス枠での単発特別番組の名称である。

## 概要
- 元々は「日曜お楽しみ劇場」という名称で、日曜日13:45 - 16:00に放送されていた。この時代は松竹新喜劇劇場中継「藤山寛美4500秒」（ - 15:00）と時代劇・サスペンスの1時間枠の再放送（15:00 - ）、またはプロ野球デーゲーム中継[注 1]を中心に放送されていた。
- その後13:45 - 15:00に吉本興業と共同制作したお笑い番組などが編成されたため、一時期15:00 - 16:00の時代劇・サスペンス再放送のみとなったことがあったが、12時枠[注 3]が55分間に拡大されたことや、テレビ朝日発全国ネットの「サンデープレゼント」の放送枠と入れ替える形[注 4]となった。
- 基本的にはテレビ朝日で同枠で放送されている同じ趣旨の単発枠『スペシャルサンデー』で放送された内容を時差ネットしたり、プロ野球中継[注 5]の生中継が主。まれに『土曜ワイド劇場』のアンコールに当てる場合もある。2006年以後、ゴルフ中継やネットセールス特番がない場合、プロ野球中継を極力試合開始から放送できるようにするため14:00から放送し、全国版「サンプレ」を翌日未明など後日に延期する処置を取ることもある。
  - 番組表やタイトルテロップには「サンデープレゼント」の表記はない。
- ゴルフ中継は放送局・協賛社の都合により従来と同じ16:00[注 6]- 17:30枠となる番組があるため、その場合は14:00 - 15:55[注 7]となることもある。